# Premosello-Chiovenda
Premosello-Chiovenda (piemontiul: Premusel) település Olaszországban. Lakosainak száma 1835 fő (2023. január 1.). Premosello-Chiovenda Anzola d’Ossola, Beura-Cardezza, Cossogno, Mergozzo, Pieve Vergonte, San Bernardino Verbano, Trontano, Ornavasso és Vogogna községekkel határos.

## Népesség
A település népességének változása:
| Lakosok száma | 1996 | 1978 | 1835 |
|               | 2017 | 2018 | 2023 |